# Георг фон Вертерн (министър)
Георг фон Вертерн (на немски: Georg Graf von Werthern; * 21 юли 1663, Байхлинген; † 4 февруари 1721, Дрезден) от тюрингския благороднически род фон Вертерн, е от 1702 г. граф на Вертерн-Байхлинген и саксонски министър.

## Биография
Той е син (от седем деца) на фрайхер Фридрих IX фон Вертерн-Грос-Нойхаузен (1630 –1686) и първата му съпруга Агнес Магдалена фон Хеслер (1637 – 1665). Внук е на Георг VI Вертерн-Байхлинген (1581 – 1636) и втората му съпруга Рахел фон Айнзидел (1599 – 1667). Баща му се жени втори път на 30 май 1671 г. в Байхлинген за Юстина Елизабет фон Льозер (1654 – 1701) и има с нея 11 деца. Родът му получава през 1519 г. графството и дворец Байхлинген.
Георг фон Вертерн следва в университета в Лайпциг и Йена. След това той дълго пътува във Франция и Англия. Когато баща му лежи на смъртно легло (1686), той е извикан обратно. Саксонският курфюрст Йохан Георг IV го прави камер-юнкер и през 1688 г. дворцов и правосъден съветник.
В края на 1696 г. Август Силни го прави пратеник на Курфюрство Саксония в Имперския райхстаг в Регенсбург, с което започва неговата дипломатическа кариера. През 1698 г. е повишен на таен съветник. За големите му успехи на 12 август 1702 г. е издигнат на граф от император Леополд I.
През 1710 г. граф Георг фон Вертерн става кабинетен министър. Така той е един от личностите с най-голямо влияние в Дрезденския двор. Той престроява в стария град палата Кьотериц на палат Вертерн, където умира през зимата на 1721 г.

## Фамилия
Георг фон Вертерн се жени 1689 г. за Рахил Хелена фон Милтиц от род Шарфенберг (* 2 април 1676, Шарфенберг; † 9 май 1736, Дрезден), дъщеря на Хауболд фон Милтиц-Шарфенберг, курсаксонски таен съветник и камерхер. Те имат пет деца:
- Магдалена София Елизабет фон Вертерн (* 28 август 1692, Дрезден; † 2 октомври 1751/1757), омъжена I. за граф Вилхелм Август цу Линар (* 20/30 юли 1679; † 20 януари 1712), II. на 14 април 1716 г. за граф Йохан Зигфрид фон Шьонфелд († 2 ноември 1718)
- Рахил Луиза фон Вертерн (* 24 февруари/6 март 1699, Регенсбург; † 15 юли 1764, Талвитц), омъжена на 3 юни 1716 г. в Дрезден за граф Лудвиг Гебхард II фон Хойм (* 23 октомври/2 ноември 1678, Дройсиг; † 6 май 1738, Дройсиг), кралски полски и саксонски таен съветник
- Георг фон Вертерн (* 8 юни 1700, Регенсбург; † 16 декември 1768, Айтра), женен за графиня Якобина Хенриета фон Флеминг (* 21 януари 1709; † 11 юни 1784, Айтра); имат четири деца
- Елеонора Фридерика фон Вертерн (1701 – 1701)
- Фридерика Августа фон Вертерн-Байхлинген (* 28 юли 1712; † януари 1748), омъжена за Карл Готлоб фон Лютихау